# Sly Cooper
Sly Cooper (oder Sly Raccoon nach dem ersten Teil) bezeichnet eine Jump-’n’-Run-Videospielserie, deren erste drei Teile von Sucker Punch Productions für die PlayStation 2 entwickelt wurden. Der vierte Teil stammt vom Entwickler Sanzaru Games und erschien für die PlayStation 3 und die PlayStation Vita. Am 1. Dezember 2010 erschien „The Sly Trilogy“ (auch „Sly Cooper Collection“), eine Kollektion der ersten drei Sly-Cooper-Spiele, in Deutschland und einigen anderen europäischen Ländern für die PlayStation 3. Der Hauptcharakter Sly Cooper, ein diebischer Waschbär, trat auch in weiteren PlayStation-Spielen als Figur auf.

## Gemeinsame Elemente der Serie

### Szenario
Die Handlung spielt in einer Comic-Version der heutigen Welt, in der alle Figuren anthropomorphe Tiere sind. Der Hauptcharakter, der Waschbär Sly Cooper, entstammt einer alten Familie von Meisterdieben, die es sich jedoch zum Ziel gemacht haben, stets nur andere Diebe und Verbrecher zu bestehlen. Als Sly acht Jahre alt war, wurden seine Eltern von den Anführern einer Verbrecherorganisation, den Teuflischen Fünf, getötet, weshalb er im Waisenhaus aufwuchs. Dort lernte er auch die Schildkröte Bentley und das rosa Nilpferd Murray kennen, mit denen er später eine Diebesbande gründete und damit seine Familientradition fortsetzt.
Der Hauptsitz der Bande liegt in Paris, wo auch häufig die Handlung beginnt oder endet. Die Spiele sind in Episoden gegliedert, die an unterschiedlichen, oft exotischen Schauplätzen auf der ganzen Welt stattfinden, beispielsweise in China, Indien oder im australischen Outback, aber auch in Prag oder in den Niederlanden. Die Episoden weisen im Allgemeinen den Handlungsablauf und Spannungsbogen eines Heist-Movies auf. Das heißt, sie beginnen meist mit Aufklärungsmissionen, die zu einem raffinierten Plan führen. Dieser Plan zieht weitere Vorbereitungsaufträge wie etwa das Ausschalten von Wachen oder Sicherheitseinrichtungen nach sich und endet schließlich in einem großen „Coup“, bei dem aber häufig weitere unerwartete Probleme auftreten.

### Spielprinzip
Die Sly-Cooper-Serie lässt sich hauptsächlich dem Genre der dreidimensionalen Jump-’n’-Run-Spiele zuordnen, bei denen die Spielfigur in der Third-Person-Perspektive gezeigt wird und sich durch geschicktes Springen und Klettern fortbewegt. Ein weiteres wesentliches Spielprinzip sind Stealth-Elemente, also Abschnitte, in denen das Spielziel darin besteht, nicht durch Wachen, Suchscheinwerfer oder Alarmanlagen entdeckt zu werden. Ein charakteristisches Element der Serie sind außerdem diverse Minispiele, die von Rennspielen bis Shoot-’em-ups und Beat-’em-ups die unterschiedlichsten Genres umfassen.

### Hauptcharaktere
Sly Cooper
Der geschickte und draufgängerische Waschbär ist der einzige Charakter, der klettern und sich an schmalen Vorsprüngen bewegen kann. Er benutzt dazu einen Stab mit einem Haken, den er stets bei sich trägt und auch als Waffe einsetzt. Während seine Vorfahren durch ihre Diebstähle ein beträchtliches Vermögen anhäuften, ist für Sly eher die Freundschaft zu den anderen Mitgliedern seiner Diebesbande wichtig. Zudem flirtet er gerne mit Carmelita Fox, einer Polizistin, die schon seit Jahren hinter ihm her ist.
Bentley
Die intelligente Schildkröte ist der Kopf der Bande und arbeitet die Missionspläne für deren Aktionen aus. Der Computerspezialist und Technik-Freak ist im Kampf physisch schwach, kann aber Bomben benutzen und Schlafpfeile verschießen. Bentley ist nach einer schweren Verletzung am Ende des zweiten Teils auf den Rollstuhl angewiesen, den er immer weiter technisch aufrüstet, so etwa mit einem Magnethaken, mit Schwebedüsen oder mit einem zusätzlichen Paar Metallarme. Im dritten Teil der Reihe lernt er die holländische Maus Penelope kennen, die ähnliche Interessen wie er hat. Die beiden entdecken ihre Zuneigung zueinander und werden feste Freunde. Umso härter trifft es Bentley, dass Penelope im vierten Teil die Seiten wechselt, indem sie für den Verbrecher Le Paradox arbeitet. Nach Slys Verschwinden bei einem Zeitmaschinenabsturz am Ende des vierten Teils widmet er sich voll und ganz der Suche nach Hinweisen auf Slys Aufenthaltsort und -zeit.
Murray
Das rosa Nilpferd ist ein Kraftprotz, der vor allem dann zum Einsatz kommt, wenn es darum geht, etwas Schweres zu heben oder zu werfen, oder wenn es gilt, sich im Faustkampf zu beweisen. Er ist außerdem der Fahrer der Bande mit seinem geliebten Van, mit dem er auch an Rennen teilnimmt. Murray, der einzige Charakter, der sich physisch gut zur Wehr setzen kann, ist mitunter naiv, tollpatschig und langsam von Verstand. Zeitweise machte er sich große Vorwürfe wegen Bentleys Verletzung, kann jedoch von Bentley und Sly wieder aufgebaut werden. Nach Slys Verschwinden beginnt er, als Ringer zu arbeiten, um in Form zu bleiben.
Carmelita Fox
Die ehrgeizige Füchsin ist Inspektor (später als Agentin bezeichnet) bei Interpol. Von ihren Bewegungsmöglichkeiten kann sie höher und weiter springen als die anderen und benutzt eine Schockpistole als Waffe. Als Gegenspielerin von Slys Bande verfolgt sie diese und versucht immer wieder, Sly zu verhaften, was dieser jedoch eher als neckendes Spiel ansieht und als Gelegenheit benutzt, um mit der attraktiven Carmelita zu flirten. Nach und nach entwickelt aber auch die gesetzestreue Polizistin romantische Gefühle für den charmanten Meisterdieb. Dies führt nach dem Ende des dritten Teils zu einer festen Beziehung zwischen den beiden, die jedoch nur deshalb möglich ist, weil Sly ihr vorspielt, dass er sein Gedächtnis verloren hat. Im vierten Teil beginnt sie, Slys Einstellungen und sein Vorgehen zu begreifen, jedoch ohne dies ihm gegenüber zuzugeben. Nach seinem Verschwinden kehrt sie zu Interpol zurück, verbringt jedoch ihre gesamte Freizeit mit der Suche nach Sly.

## Titel der Serie

### Sly Raccoon
Sly Raccoon (Original-Titel: Sly Cooper and the Thievius Raccoonus) ist ein von Sucker Punch Productions entwickeltes Jump ’n’ Run, das im September 2002 in den USA und Anfang 2003 in Europa von Sony Computer Entertainment auf der Spielekonsole PlayStation 2 veröffentlicht wurde.

#### Handlung
Sly Cooper bricht mit Unterstützung seiner Freunde in das Pariser Polizeipräsidium ein, um eine geheime Akte zu stehlen, die Informationen über die Teuflischen Fünf enthält, fünf Verbrecher, die Slys Eltern töteten, als er noch ein Kind war. Dabei raubten sie auch einen Familienschatz des Cooper-Clans, das Buch des Meisterdiebs, das alle Aufzeichnungen über die Abenteuer von Slys Vorfahren und ihre Geheimnisse über die Kunst des Diebstahls enthält. Mit Hilfe der Akte erhofft sich Sly, die Teuflischen Fünf aufzuspüren, die Seiten des Buchs, die sie damals unter sich aufteilten, zurückzustehlen und so seine Eltern zu rächen. Nachdem es ihm gelungen ist, die Akte aus dem Büro der Polizistin Carmelita Fox, Inspektor bei Interpol, zu entwenden, wird Sly von ihr überrascht, kann jedoch mit Hilfe seiner Freunde mit der Akte entkommen.
Mit den gestohlenen Informationen können Sly und seine Bande die ersten vier Mitglieder der Teuflischen Fünf in den entlegensten Teilen der Welt aufspüren. Nacheinander gelingt es ihnen, den Frosch Sir Raleigh an der walisischen Küste, die Bulldogge Muggshot in einer Wüstenstadt in Utah, den weiblichen Alligator Miss Ruby in den Sümpfen Haitis und schließlich den Pandakönig, einen Pandabären, im chinesischen Kunlun-Gebirge zu besiegen und deren Seiten des Buch des Meisterdiebs wieder in Besitz zu bringen. Dabei reist ihnen stets Carmelita Fox nach und versucht immer wieder vergeblich, den Waschbären zu verhaften.
Zuletzt bricht die Bande, weiterhin verfolgt von Carmelita, zur finalen Konfrontation mit dem Anführer der Teuflischen Fünf, der Eule Clockwerk auf, der sich in einem aktiven Vulkan in Russland verschanzt hat. Clockwerk ist ein Cyborg, der nach und nach seine Körperteile durch mechanische Komponenten ersetzt hat, um über seine natürliche Lebensspanne hinaus seinen Hass auf die Cooper-Familie ausleben zu können. Die Bande schafft es, ins Innere des Vulkans vorzudringen, wo Sly aber bereits Carmelita in Clockwerks Gefangenschaft vorfindet. Beim Versuch sie zu befreien gerät er selbst in die Falle, wird aber von Bentley gerettet, dem es gelingt, Clockwerks Sicherheitssystem zu hacken. Sly und Carmelita beschließen daraufhin für die Zeit des Kampfes gegen die Robotereule zusammenzuarbeiten.
Mit Hilfe von Carmelitas Raketenrucksack kann Sly Clockwerk schließlich besiegen und zerstören. Zum Dank für ihre Befreiung gewährt die Polizistin dem Waschbären zehn Sekunden Vorsprung für seine Flucht, die dieser jedoch ungenutzt verstreichen lässt. Stattdessen überrascht er die Füchsin in der letzten Sekunde mit einem Kuss. Als Sly anschließend flieht, kann die verdutzte Carmelita ihn nicht verfolgen, weil er sie mit Handschellen an ein Geländer gefesselt hat. Die letzte Szene zeigt Clockwerks leuchtendes Auge als Zeichen, dass Slys Erzfeind noch lebt.

#### Spielprinzip
Obwohl es sich bei Sly Raccoon vom grundlegenden Spielprinzip um ein Jump ’n’ Run handelt, gibt es zahlreiche sogenannte Stealth-Passagen, die nicht durch Waffeneinsatz, sondern nur durch geschicktes und lautloses Vorgehen erfolgreich gemeistert werden können. Nach jedem Sieg über ein Mitglied der Teuflischen Fünf in einem der Endgegner-Kämpfe lernt Sly eine neue Spezialfähigkeit – einen sogenannten Meisterdieb-Kniff –, der in den folgenden Levels eingesetzt werden muss, um an gewissen Stellen weiterzukommen.

#### Auszeichnungen
In der Spielepresse wurde Sly Raccoon vor allem für das abwechslungsreiche Gameplay, die liebenswerten Charaktere und die hervorragende Cel-Shading-Grafik gelobt. Kritisiert wurde dagegen die sehr kurze Spieldauer von nur ungefähr zehn Stunden. Im Jahr 2002 erhielt das Spiel zwei Interactive Achievement Awards der Academy of Interactive Arts & Sciences (AIAS) für Animation und Art Direction. Im selben Jahr wurde Sly Cooper von der International Game Developers Association (IGDA) als Spielfigur des Jahres ausgezeichnet.

### Sly 2: Band of Thieves
Sly 2: Band of Thieves ist der im Jahr 2004 erschienene Nachfolger von Sly Raccoon Das Spiel wurde ebenfalls von Sucker Punch Productions entwickelt und von Sony Computer Entertainment veröffentlicht.

#### Handlung
Die Hintergrundgeschichte des Spiels handelt davon, dass die Mitglieder einer Verbrecherorganisation, der Klaww-Gang, die Überreste der im ersten Teil besiegten mechanischen Eule Clockwerk entwendet haben, um sie für ihre eigenen kriminellen Zwecke einzusetzen. Sly Cooper und seine Gangmitglieder Bentley und Murray müssen die gestohlenen Einzelteile daher zurückstehlen, um so zu verhindern, dass Clockwerk wieder zusammengesetzt wird. Die Polizistin Carmelita Fox heftet sich zwar abermals an deren Fersen, muss sich dieses Mal aber zusätzlich der Intrigen von Constable Neyla erwehren, die ebenfalls auf die Gang angesetzt wurde. Wie schon im Vorgänger wird die Geschichte dabei durch witzige Zwischensequenzen im Zeichentrickstil weitererzählt.

#### Spielprinzip
Der Hauptunterschied zum Vorgänger ist, dass der Spieler in vielen Missionen nicht mehr nur Sly Cooper, sondern in einigen Missionen auch seine Gangmitglieder Bentley und Murray steuert. Bentley ist darauf spezialisiert, Sprengladungen an strategisch wichtigen Orten anzubringen und in Computersysteme einzudringen. Murray hingegen kommt immer dann zum Einsatz, wenn seine Muskelkraft gefragt ist.
Statt in abgeschlossenen, linear aufgebauten Levels spielt Sly 2: Band of Thieves die meiste Zeit in acht großen Außengebieten, in denen zahlreiche Wachen patrouillieren. Die kurzen Missionen, von denen es ca. 80 Stück gibt, spielen sowohl in diesen Außengebieten als auch in angeschlossenen kleineren Levels, zu denen man sich zum Beispiel durch Betreten eines Hauses Zutritt verschaffen kann. Mit dieser Änderung am Aufbau der Levels geht einher, dass Stealth-Elemente, bei denen man zum Beispiel Schlüssel aus den Taschen von patrouillierenden Wachen stehlen muss, stärker betont sind als noch in Sly Raccoon. Wie schon im Vorgänger gibt es auch in Sly 2: Band of Thieves zahlreiche Minispiele in Spielgrafik sowie ein in den Spielablauf integriertes simples Actionspiel im Retro-Stil der 1980er Jahre, das immer dann abgespielt wird, wenn sich Bentley in einen Computer einhackt.

#### Meinung der Spielepresse
Genauso wie der 1. Teil wurde auch Sly 2: Band of Thieves von der Spielepresse mit guten bis sehr guten Wertungen bedacht, zum Beispiel wurde das Spiel von IGN als bestes Jump ’n’ Run des Jahres 2004 ausgezeichnet. Während an Sly Raccoon vor allem die zu kurze Spieldauer kritisiert wurde, liegt diese beim 2. Teil mit ungefähr 20 bis 25 Stunden im genreüblichen Rahmen. Viele Stärken des Vorgängers, wie die stimmige Präsentation, seien weiter ausgebaut worden. Kritik wurde allerdings an den sich ab und zu ähnelnden Missionszielen und Außengebieten sowie den nicht immer überzeugenden deutschen Synchronsprechern laut.

### Sly 3: Honor Among Thieves
Der dritte Teil Sly 3: Honor Among Thieves der Reihe erschien Ende des Jahres 2005.

#### Handlung
Nachdem Sly nun endlich Ruhe vor der Robotereule Clockwerk hat, muss er sich seinem nächsten Abenteuer stellen und den Coopertresor auf der Insel Kaine Island (die von Dr. M besetzt wurde) öffnen. Hierbei braucht er die Hilfe von wahren Meisterdieben, zu denen neben seinen Freunden Bentley und Murray, nun auch noch Ex-Fälscher Dimitri, ein australischer Guru, RC-Spezialistin Penelope und Slys früher Erzfeind, der Pandakönig zählen. Wie üblich darf auch Carmelita Fox nicht fehlen. Nach dem großen Finale und dem Tod von Dr. M (er wird unter dem einstürzenden Cooper-Tresor begraben) spielt Sly Carmelita vor, dass er sein Gedächtnis verloren hat, damit sie einigermaßen normal zusammen sein können.

#### Spielprinzip
Wie in Sly 2: Band of Thieves kann der Spieler hier neben Sly auch seine anderen Freunde lenken, von denen jeder andere Fähigkeiten hat. Sly und Murray können noch fast alle Bewegungen einsetzen, Bentleys Fähigkeiten sind trotz Rollstuhl erweitert worden und er kann nun z. B. mehrere Sprünge hintereinander machen. Murray kann aber jetzt die Kugelgestalt einsetzen und Gegner beim Festhalten Wertsachen aus der Tasche schütten. Der Guru kann sich vor allem in tote Gegenstände verwandeln, um sich zu verstecken, kann er aber nicht kämpfen. Auch Carmelita Fox ist in einigen Missionen steuerbar. Sie kann gut springen, aber sie kann nicht in Sicht gehen, da sie keinen Sichtkommunikator hat.
In diesem Spiel gibt es außerdem keine Flaschen mit Kombinationshinweisen mehr, da die Kombination des Safes auf dem Bild steht, hinter dem er versteckt ist.
Dem Spiel lag erstmals eine 3D-Brille aus Pappe mit roten und blauen Farbfiltern bei. Einige besondere Passagen im Spiel sind somit in 3D spielbar.

### Sly Cooper: Jagd durch die Zeit
Sly Cooper: Jagd durch die Zeit (englischer Titel Sly Cooper: Thieves in Time) ist der vierte Teil der Reihe, der am 5. Februar 2013 und am 28. März 2013 für die Playstation 3 und die PlayStation Vita erschienen ist. In diesem Spiel werden die Seiten aus dem Buch des Meisterdiebs, die im ersten Spiel Sly Raccoon noch gesammelt werden mussten, über verschiedene Epochen der Zeit verstreut. Darum baut Bentley an den Teamvan eine Zeitmaschine an, sodass mit diesem nun Zeitreisen unternommen werden können. Hier sind erneut die in Flaschen versteckten Safekombinationen vorhanden. Ebenfalls existieren auf Epochen basierende, neue Verkleidungen. Außer Sly, Bentley, Murray und Carmelita Fox können auch Slys Vorfahren Rioichi Cooper, Tennessee Kid Cooper, Bob Cooper, Sir Galleth Cooper und Salim Al-Kupar gelenkt werden.

#### Handlung
Bentley bemerkt, dass irgendetwas mit dem Buch des Meisterdiebs nicht stimmt: Die Seiten lösen sich förmlich auf. Nachdem er Murray abgeholt hat, sucht er Sly auf, um ihn um Hilfe zu bitten. Sly nutzt diese Chance, da er ohnehin bereits geplant hat, wieder aktiv zu werden. Nach einem Einbruch in ein Museum, um ein wichtiges Stück des Plans (einen Gegenstand aus der Zeit, in die es gehen soll) zu stehlen (wobei Carmelita aufkreuzt und entdeckt, dass Sly sein Gedächtnis gar nicht verloren hat) reisen sie durch die Zeit, wobei sie im Wilden Westen auf Carmelita treffen, die von LeParadox hierher geschickt wurde, um sie auszuschalten. Nach einem kurzen Streit schließt sich Carmelita Slys Gang an, um zurückzukommen. Auf der weiteren Reise beginnt sie, Slys Einstellung und Antrieb zu verstehen, gibt es jedoch nicht zu. Im großen Finale retten Bentley und Slys Vorfahren Carmelita (die im alten Arabien von LeParadox entführt wurde) und Sly (der beim Versuch, Carmelita zu befreien, ebenfalls geschnappt wurde). Beim Kampf mit LeParadox klaut dieser Slys Paraglider und knallt damit gegen einen Jumbojet, woraufhin er abstürzt und von Carmelita verhaftet wird, während Sly in der abstürzenden Zeitmaschine (die LeParadox in einen Zeppelin eingebaut hat) zurückbleibt und damit in die Seine stürzt. An der Absturzstelle finden die anderen jedoch nur Trümmerteile des Zeppelins und ein Foto von Carmelita und Sly, das letzterer beim Absturz bei sich trug. Am Ende trennen sich die restlichen Mitglieder von Slys Gang, bleiben aber in Kontakt. Zum Schluss wird enthüllt, dass Sly im alten Ägypten gestrandet ist.

## Weitere Spiele

### Playstation Move Heroes
Playstation Move Heroes ist ein Videospiel, das 2011 für die Playstation 3 veröffentlicht wurde. In diesem Spiel müssen Sly und Bentley zusammen mit Ratchet & Clank sowie Jak and Daxter an einem intergalaktischen Turnier teilnehmen und zahlreiche Minispiele bestehen. Murray ist hier lediglich in kurzen Filmszenen zu sehen. Für dieses Spiel ist der PlayStation Move-Motion-Controller erforderlich.

### Playstation All-Stars Battle Royale
Playstation All-Stars Battle Royale ist ein Kampfspiel, das von SuperBot Entertainment für die Playstation 3 produziert wird. In dem Spiel kämpfen verschiedene Figuren, die bisher in Spielen auf der Playstation ihren Auftritt feierten, in verschiedenen Stages gegeneinander, was eine Ähnlichkeit zu der Nintendo-Reihe Super Smash Bros. aufweist. Neben Charakteren wie Kratos (God of War), Spike (Ape Escape), Ratchet & Clank, Jak and Daxter und Sackboy (Little Big Planet) ist auch Sly spielbar. Das Spiel wurde im November 2012 auf PlayStation 3 und PlayStation Vita veröffentlicht.